# Rhinanthus pseudomontanus
Rhinanthus pseudomontanus är en snyltrotsväxtart som beskrevs av V. Krecz. och Vass.. Rhinanthus pseudomontanus ingår i släktet skallror, och familjen snyltrotsväxter. Inga underarter finns listade i Catalogue of Life.